# Filippo d'Artois (1269-1298)
Filippo d'Artois, signore di Conches-en-Ouche (1269 – Furnes, 11 settembre 1298), è stato un nobile francese.
Era figlio di Roberto II d'Artois, conte d'Artois, e di Amicie de Courtenay.
Partecipò alla battaglia di Furnes il 20 agosto 1297 contro i Fiamminghi, nel corso della quale venne ferito gravemente e morì oltre un anno dopo, in conseguenza delle ferite allora subite.

## Matrimonio e discendenza
Filippo sposò Bianca di Bretagna, figlia di Giovanni II di Bretagna e di Beatrice d'Inghilterra, dalla quale ebbe:
- Margherita (1285-1311), andata sposa a Luigi di Francia, conte d'Evreux;
- Roberto, conte di Beaumont-le-Roger;
- Isabella (1288-1344), suora a Poissy;
- Giovanna d'Artois (1289- dopo il 1347), andata sposa a Gastone I, conte di Foix e visconte di Béarn;
- Maria(1291-1365), andata sposa a Giovanni I, conte di Namur;
- Caterina (1296-1368), andata sposa a Giovanni II di Castiglia, conte d'Aumale.

## Ascendenza
|                      |                      |                         | Genitori                  |  |  | Nonni |  |  | Bisnonni              |  |  | Trisnonni             |  |
|                      |                      |                         |                           |  |  |       |  |  | Luigi VIII di Francia |  |  | Filippo II di Francia |  |
|                      |                      |                         |                           |  |  |       |  |  | Luigi VIII di Francia |  |  | Filippo II di Francia |  |
|                      |                      | Isabella di Hainaut     |                           |  |  |       |  |  | Luigi VIII di Francia |  |  |                       |  |
| Roberto I d'Artois   |                      |                         |                           |  |  |       |  |  | Luigi VIII di Francia |  |  |                       |  |
|                      |                      | Bianca di Castiglia     | Alfonso VIII di Castiglia |  |  |       |  |  |                       |  |  |                       |  |
|                      |                      | Bianca di Castiglia     | Alfonso VIII di Castiglia |  |  |       |  |  |                       |  |  |                       |  |
|                      |                      | Bianca di Castiglia     | Eleonora d'Inghilterra    |  |  |       |  |  |                       |  |  |                       |  |
| Roberto II d'Artois  |                      | Bianca di Castiglia     |                           |  |  |       |  |  |                       |  |  |                       |  |
|                      |                      | Enrico II di Brabante   | Enrico I di Brabante      |  |  |       |  |  |                       |  |  |                       |  |
|                      |                      | Enrico II di Brabante   | Enrico I di Brabante      |  |  |       |  |  |                       |  |  |                       |  |
|                      |                      | Enrico II di Brabante   | Matilde di Lorena         |  |  |       |  |  |                       |  |  |                       |  |
| Matilde di Brabante  |                      | Enrico II di Brabante   |                           |  |  |       |  |  |                       |  |  |                       |  |
|                      |                      | Maria di Svevia         | Filippo di Svevia         |  |  |       |  |  |                       |  |  |                       |  |
|                      |                      | Maria di Svevia         | Filippo di Svevia         |  |  |       |  |  |                       |  |  |                       |  |
|                      |                      | Maria di Svevia         | Irene Angelo              |  |  |       |  |  |                       |  |  |                       |  |
| Filippo d'Artois     |                      | Maria di Svevia         |                           |  |  |       |  |  |                       |  |  |                       |  |
|                      | Roberto di Courtenay | Pietro I di Courtenay   |                           |  |  |       |  |  |                       |  |  |                       |  |
|                      | Roberto di Courtenay | Pietro I di Courtenay   |                           |  |  |       |  |  |                       |  |  |                       |  |
|                      | Roberto di Courtenay | Elisabetta di Courtenay |                           |  |  |       |  |  |                       |  |  |                       |  |
| Pietro di Courtenay  | Roberto di Courtenay |                         |                           |  |  |       |  |  |                       |  |  |                       |  |
|                      |                      | Matilde di Mehun        | Filippo di Mehun          |  |  |       |  |  |                       |  |  |                       |  |
|                      |                      | Matilde di Mehun        | Filippo di Mehun          |  |  |       |  |  |                       |  |  |                       |  |
|                      |                      | Matilde di Mehun        | …                         |  |  |       |  |  |                       |  |  |                       |  |
| Amicia di Courtenay  |                      | Matilde di Mehun        |                           |  |  |       |  |  |                       |  |  |                       |  |
|                      |                      | Gaucherio di Joigny     | …                         |  |  |       |  |  |                       |  |  |                       |  |
|                      |                      | Gaucherio di Joigny     | …                         |  |  |       |  |  |                       |  |  |                       |  |
|                      |                      | Gaucherio di Joigny     | …                         |  |  |       |  |  |                       |  |  |                       |  |
| Petronilla di Joigny |                      | Gaucherio di Joigny     |                           |  |  |       |  |  |                       |  |  |                       |  |
|                      |                      | Amicia di Montfort      | …                         |  |  |       |  |  |                       |  |  |                       |  |
|                      |                      | Amicia di Montfort      | …                         |  |  |       |  |  |                       |  |  |                       |  |
|                      |                      | Amicia di Montfort      | …                         |  |  |       |  |  |                       |  |  |                       |  |
|                      |                      | Amicia di Montfort      |                           |  |  |       |  |  |                       |  |  |                       |  |